# Курбьюн, Юрген
Юрген Курбьюн (нем. Jürgen Kurbjuhn; 26 июля 1940, Тильзит, нацистская Германия — 15 марта 2014, Букстехуде, Германия) — немецкий футболист, защитник. Выступал в сборной Германии.

## Карьера
В мае 1958 года был приглашён в национальную молодёжную команду на матч во Фленсбурге против Дании, где немцы победили 4:2. В 19 лет он дебютировал в немецкой любительской национальной сборной по футболу в победном матче против Англии. В сезоне 1960/61 Курбьюн перешёл в клуб «Гамбург», который выступал в лиге Север.

### «Гамбург»
Тренер Гюнтер Мальманн сразу стал использовать Курбьюна в качестве левого защитника, который мог подключиться в атаку. На международной арене с 1961 по 1963 Курбьюн сыграл с «Гамбургом» 13 игр. Апогеем были игры кубка европейских чемпионов в сезоне 1960/61 с «Янг Бойз» и английскими мастерами из ФК «Бёрнли». Пройдя эти команды «Гамбург» вышел в полуфинал. 12 апреля 1961 года в присутствии 90 000 зрителей «Барселона» на своём поле одержала победу со счётом 1:0 благодаря голу бразильского нападающего Эваристо на 46-й минуте матча. В ответной встрече и в финальной игре 3 мая 1961 в Брюсселе голы Эваристо снова решили исход встречи.
14 августа 1963 года Курбьен вместе с командой выиграл кубок Германии. В финале со счётом 3:0 была повержена дортмундская «Боруссия». Самым большим успехом Юргена стал финал кубка обладателей кубков в 1968 году. Эту игру «Гамбург» проиграл «Милану» — 0:2. Свой последний матч в чемпионате Германии провёл 30 октября 1971 года против «Баварии» из Мюнхена (1:4). За «Гамбург» провёл 242 игры, забил 11 мячей.

## Сборная
20 сентября 1961 года Курбьюн был приглашён в молодёжную сборную где провёл 2 встречи против Дании и Польши. Затем последовал вызов от тренера основной национальной команды Зеппа Хербергера. 11 апреля 1962 произошёл дебют Курбьюна в последнем домашнем товарищеском матче перед чемпионатом мира в Чили против Уругвая. Вместе с Карлом-Хайнцем Шнеллингером он образовал надёжную пару в обороне, и матч завершился уверенным разгромом уругвайцев — 3:0. Курбьюн был вызван и на сам чемпионат мира в Чили, однако на поле так и не вышел. В период с 1962 по 1966 годы Юрген провёл в составе сборной 5 матчей. Последним 4 мая 1966 года стал победный матч против сборной Ирландии в Дублине (4:0).

## После футбола
После окончания футбольной карьеры Курбьюн работал в банковской сфере агентом по продаже недвижимости, затем основал собственное страховое агентство. Время от времени Курбьюн избирался в городской Совет в его родном городе.

## Достижения
- Полуфинал Кубка европейских чемпионов: 1961
- Обладатель Кубка Германии: 1963
- Финалист Кубка кубков: 1968